# Atolla wyvillei
Atolla wyvillei, Atolla gigantea (Atolla jellyfish) – gatunek z rodziny Atollidae składającej się z jednego rodzaju Atolla. Cechą charakterystyczną dla osobników tego rodzaju jest m.in. większa liczba narządów zmysłów niż u innych krążkopławów. Pomiędzy kolejnymi ropaliami znajdują się macki. Ich parasol w części krańcowej jest pofałdowany. 

## Występowanie
Osobniki tego gatunku występują w strefach głębinowych mocno zasolonych mórz i oceanów. Zaobserwowano je w rejonach Afryki (szczególnie Przylądek Dobrej Nadziei), Azji, Ameryki Pn. i Pd., a nawet Antarktyki.

## Charakterystyka
Krawędź parasola zakończona jest 44 lekko zaokrąglonymi fałdami. Przedstawiciele tego gatunku posiadają 22 krótkie czułki leżące naprzemiennie z ropaliami, na podstawach zwanych pedaliami. Jedna czułka jest wyraźnie wydłużona i służy do chwytania ofiar. Mają promienisty żołądek z licznymi kieszeniami zwiększającymi powierzchnię chłonąco-trawiącą. 8 wydłużonych gonad, zaokrąglonych na końcach. Bezbarwną mezogleę osłania czerwono-brunatna ektoderma. Gatunek ten posiada zdolność do bioluminescencji.

## Rozmiary
Średnica Atolla wyvillei wynosi 12- 150 mm.  

## Pożywienie
Zdolność do bioluminescencji wykorzystywana jest przez Atolla wyvillei do zdobywania pokarmu. Dostępność światła w strefie ich występowania jest ograniczona, dlatego powstające światło powoduje, że drobne organizmy przemieszczają się ku jego źródłu.
Ich pokarm stanowi przede wszystkim zawiesina organiczna i plankton, jednak polują także na większe organizmy.

## Rozmnażanie
Organizmy te rozmnażają się płciowo i bezpłciowo. Formą rozmnażającą się bezpłciowo jest mały bentosowy polip ulegający strobilizacji. Dominuje stadium meduzy, która rozmnaża się płciowo. Zapłodnienie jest zewnętrzne, w wyniku którego powstaje larwa (planula)            

## Status i ochrona
Gatunek ten występuje dość powszechnie i nie jest wpisany do Czerwonej Księgi Gatunków Zagrożonych